# Ентони Нокарт
Ентони Патрик Нокарт (фр. Anthony Knockaert; рођен 20. новембра 1991. године) је француски професионални фудбалер, који наступа у Премијер лиги на позицији крило у фудбалском клубу Брајтон. 

## Клупска каријера

### Гингамп
Ентони Нокарт је своју фудбалску каријеру започео у фудбалском клубу Гингамп. Као млађи у каријери је наступао и за Васкуехал,Лирс,Ленс,Мускрон,Лескин. Док је као млађи напредовао у Лескину,Нокарт је 2008. године био јако близу да пређе у Лидс Јунајтед, али није дошло до међусобног договора и потписивања уговора. Нокарт је у својој раној фудбалској каријери размишљао о томе да напусти фудбал, након што су челници фудбалксог клуба Ленс раскинули уговор са њим уз образложење да нема добре предиспозиције и да је ниске грађе. За Гингамп је дебитовао 30. јула 2010. године, постигавши погодак у победи од 2-1 против Гренобла у купу. Сезону 2011/12 Нокарт је започео јако добро постигавши два гола у победи над екипом Вансу другој рунди купа. Пар недеља касније 9. септембра 2011. године постигао је свој први погодак у новој сезони у поразу од Рема од 2-1. У сезони 2011/12 одиграо је 38 утакмица и постигао 13 голова у свим такмичењима. На крају сезоне Нокартови наступи су заинтересовали клубове широм европе попут Њукасл Јунајтеда, Бенфике и Монтпељеа.

### Лестер Сити
1. августа 2012. године Нокарт је потписао трогодишњи уговор са Лестером у вредности од 2,5 милиона фунти. За Лестер је дебитовао 18. августа 2012. године ушавши у игру као резерва у другом полувремену у победи над екипом Питербора. Један од битнијих погодака која је постигао игравши за Лестер Сити je у победи над екипом Нотингем Фореста од 3-2 и тиме је Лестер обебезбедио учешће у плејофу. Те недеље након утакмице са Нотингемом проглашен је за играча недеље у Чемпионшипу. Током наредне две сезоне које је провео у Лестеру углавном је улазио са клупе али често је то време које је проводио на терену био ефикасан и постизао голове, ма да ипак није успео да задржи своје место у првом тиму. Углавном је играо утакмице за резервни тим, због чега су се појавиле гласине да би могао да пређе у неки тим из Чемпионшипа.
У сезони 2014-15 истекао му је уговор са клубом, тадашњи менаџер клуба понудио му је како је и он сам изјавио "фер понуду" али Нокарт није био задовољан условима и на крају је ту понуду одбио и самим тим није дошло до продужења уговора.

### Стандард Лијеж
4. јуна 2015. године Нокарт је као слободан играч, прешао у белгијски фудбалски клуб Стандард Лијеж.
Одиграо је одлично у свом дебиу за Стандард, када је постигао свој првенац за нови клуб у поразу од Кортријка од 2-1 у првој утакмици сезоне. Пет дана касније поново је био стрелац, овог пута у Лиги Европе у победи над Жељезничарем из Сарајева од 2-1. Позната је Нокартова реакција, када је у једној од лигашких утакмица био замењен у другом полувремену, при резултату 2-2 када је реаговао бурно објавом на свом Твитер налогу. Убрзо након тога се извинио због те реакције рекавши да убудуће неће бити сличних испада. У периоду од јула 2015. до јануара 2016. године за Стандард је одиграо 20 утакмица и постигао  5 голова у сезони 2015-16. Стандард је 6 .јануара 2016. потврдио да је прихватио понуду за Нокарта, коју је понудио тада клуб из Чемпионшипа Брајтон и Хоув Албион.

### Брајтон и Хоув Албион

#### Сезона  2015-16[9]
7. јануара 2016. године Брајтон и Нокарт потврдили су међусобан договор и сарадњу потписивањем трогодишњег уговора.
Дебитовао је за свој нови клуб, пет дана након потписивања уговора 12. јануара 2016. године, одигрваши свих 90 минута у поразу од Ротерам Јунајтеда од 2-0. Убзро је допринео побољшању игре новог клуба асистирајући два пута у утакмици против Хадерсфилд Тауна 23. јанаура 2016. године. Први погодак за Брајтон и Хоув Албион постигао је у победи над Брентфордом од 3-0 5. фебруара 2016. године. Исте сезоне дао је битне голове у утакмицама против Брнлија, Фулама и Квинс Парк Ренџерса.

#### Сезона  2016-17[12]
У сезони 2016-17 Нокарт је био повезан са преласком у Њукасл Јунајтед, али је Брајтон и Хоув Албион одбио ту понуду Нову сезону је започео јако добро постигавши 3 гола на 5 мечева против Нотингем Фореста, Ротерам Јунајтеда и Рединга. У марту 2017. године Нокарт је продужио уговор са клубом на период од 4 године. У сезони 2016-17 одиграо 45 утакмица и постигао 15 голова. Тиме је свом клубу Брајтон и Хоув Албион помогао да се домогну Премијер Лиге. Исте сезоне проглашен је играчем године у Чемпионшипу, односно енглеској другој лиги. 

#### Сезона  2017-18[14]
У сезони 2017-18 први погодак постигао је 15. октобра у мечу против Евертона који је завршен 1-1. У мечу који је одигран 10. марта Нокарт је први пут од када је заиграо у Премијер Лиги добио црвени картон у мечу против екипе Евертона. Једна од битинијих утакмица те сезоне била је победа над Манчестер Јунајтедом од 1-0 којом је Брајтон и Хоув Албион осигурао опстанак у лиги.

#### Сезона  2018-19
У текућој сезони Брајтон и Хоув Албион је јако близу опстанка у Премијер Лиги 2 кола пре краја. Нокарт је у овој сезони био један од битнијих фактора у игри своје екипе, можда и најбитнији погодак који је постигао је у дербију против Кристал Паласа на Селхуст Парку у мечу у којем је Брајтон и Хоув Албион славио са 1-2.

## Интернационална каријера
Након наступа у Француском националном тиму до 20 година, Нокарт је добио позив да заигра и за национални тим до 21 године. Где је у свом првом наступу постигао погодак у мечу против младе репрезентације Чилеа у мечу који је завршен резутатом 2-1 који је одигран 16. октобра 2012. године.

## Приватан Живот
Године 2015. због болести оца, клуб га је лишио свих клубских и професионалних обавеза и дао му дозволу да оде. Током следеће године, његов отац је преминуо 3 .новембра 2016. године. То није једини пут да је Нокарт доживео трагедију, пре тога, 2011. године изгубио је свог старијег брата Стива. Погодак који је постигао у победи над Нотингем Форестом у победи од 3-0 посветио је свом старијем брату.
Године 2018. јавности је открио свој проблем који је имао са менталним здрављем.

## Награде

### Гингамп
- Треће место у националном шампионату-промоција 2010-11

### Лестер Сити
- Чемпионшип 2013-14

### Брајтон и Хоув Албион
- Чемпионшип 2016-17

### Индивидуалне награде
- Играч у тиму године у Чемпионшипу за сезону 2016-17[16]
- Играч године у Чемпионшипу за сезону 2016-17
- Играч месеца у Чемпионшипу за месец април 2016 године

-Најлепши погодак у Премијер Лиги за месец март 2019 године